# بند خاک
بند خاک یکی از بناهای ۱۳ گانه سیستم آبی تاریخی شوشتر است که آب را از نهر داریون به نهر رقط منتقل نموده و در هنگام طغیان نهر داریون نیز که خطر سیل دشت میاناب شوشتر را تهدید می‌نموده قسمتی از آب آن را به نهر رقط هدایت می‌کرده است. نهر رقط در نهایت به رودخانه گرگر می‌ریزد و در مسیر آن، بند خاک، پل بند لشکر، پل شاه علی، پل آشیخ بهاء(ملت) و بند شرابدار وجود دارد. پیشینه ساخت این بند همانند دیگر بناهای آبی تاریخی شوشتر، به دورهٔ ساسانیان باز می‌گردد. این اثر با نام محوطه بند خاک شوشتر در تاریخ ۲ بهمن ۱۳۸۲ با شمارهٔ ثبت ۱۰۸۷۴ به‌عنوان یکی از آثار ملی ایران به ثبت رسیده است. همچنین این بند به همراه ۱۵ اثر تاریخی دیگر شوشتر در نشست سالانه کمیته میراث جهانی یونسکو در ۲۶ ژوئن ۲۰۰۹ (۵ تیرماه ۱۳۸۸) در شهر سویل اسپانیا، با احراز معیارهای ۱، ۲ و ۵ با عنوان نظام آبی تاریخی شوشتر به عنوان دهمین اثر ایران در فهرست میراث جهانی یونسکو با شماره ۱۳۱۵ به ثبت رسید. 
این اثر در نزدیکی خیابان کمربندی قدیم و در شمال غربی امامزاده عبدالله واقع شده است.